# Georg Gottlieb Pusch

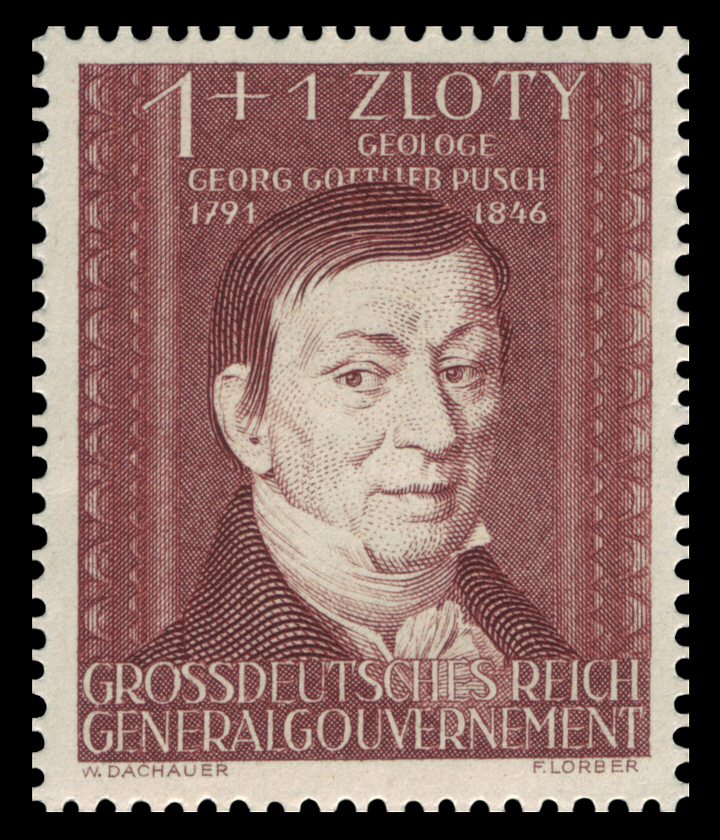
Porträt von G.G. Pusch auf einer Briefmarke von 1944.

Georg Gottlieb Pusch (* 15. Dezember 1790 in Kohren, Kurfürstentum Sachsen; † 2. Oktober 1846 in Warschau, Großpolen) war ein deutsch-polnischer Bergmann und Geologe.

## Leben
Pusch studierte ab 1806 Bergbau an der Bergakademie Freiberg und schloss sich der Erzgebirgischen Landsmannschaft (Corps Montania) an. Er studierte ab 1811 Rechtswissenschaft an der Universität Leipzig und war im Corps Lusatia Leipzig aktiv. Von 1816 bis 1826 wirkte er als Professor der Chemie und Hüttenkunde an der Bergakademie Kielce/Polen. 1828 nahm er an dem von Alexander von Humboldt einberufenen Naturforscherkongress in Berlin teil und hielt ein Grundsatzreferat über den Aufbau der Karpaten. Bis 1834 gehörte er dem Bergdepartement Warschau an, dann war er bis 1842 Münzmeister an der Münze daselbst, Bergrat, Chef der Berg- und Hüttendirektion. Auf damals noch unerforschten naturwissenschaftlichen Gebieten leistete er Pionierarbeit. Er veröffentlichte zahlreiche Schriften zur Mineralchemie, Geologie und Bergbaukunde. Seine Forschungsreisen brachten ihm den Ruf eines „polnischen Humboldt“ ein. Pusch starb im Jahr des Großpolnischen Aufstands (1846).
Im Generalgouvernement gab die Deutsche Reichspost 1944 eine Gedenkmarke mit Pusch heraus.

## Veröffentlichungen
- Geognostischer Katechismus oder Anweisung zum praktischen Geognosiren für angehende Bergleute und Geognosten, ..., Craz und Gerlach. Freiburg 1819, 212 S.[4] und in der Auktion ab dem 10. Juli 1828 aus der Sammlung des in Nürnberg verstorbenen Oberpostmeisters Schustern durch den Auktionator Johann Lorenz Schmidmer (1779–1831)[5] angeboten.